# Julian Sands
Julian Sands (Otley, Yorkshire, 1958. január 4. – Mount Baldy, Kalifornia, USA, 2023. január 13. körül) angol színész.

## Életpályája
1964-től gyermekszínész volt, és színpadon játszott. 1978 óta szerepel filmekben. Sands filmes karrierje az 1984-es Gyilkos mezők című filmmel kezdődött. Egy évvel később a Szoba kilátással sikere ösztönözte arra, hogy Hollywoodba költözzön 1987-ben. Azóta számos kis- és nagy költségvetésű filmben szerepelt, többek között a Warlock-ban (1989), az Arachnophobia – Pókiszonyban (1990), a Las Vegas, végállomásban (1995). 2005-ben a Csillagkapu 9. évadjában is szerepelt. Egy évvel később a 24 televíziós sorozatban egy terroristát alakított.
2023. január 13-án a kaliforniai San Gabriel-hegységben egy extrém hegymászó túra során két társával együtt eltűnt, a keresésükre indított mentőcsapatok munkáját a szélsőséges időjárás akadályozta. Földi maradványait 2023 júniusában találták meg.

## Filmográfia

### Film
| Év   | Magyar cím                               | Eredeti cím                             | Szerep                         | Magyar hang          |
| ---- | ---------------------------------------- | --------------------------------------- | ------------------------------ | -------------------- |
| 1983 | Angyalbőrben                             | Privates on Parade                      | tengerész                      |                      |
| 1984 |                                          | Oxford Blues                            | Colin Gilchrist Fisher         |                      |
| 1984 | Gyilkos mezők                            | The Killing Fields                      | Jon Swain                      | Rosta Sándor         |
| 1985 |                                          | After Darkness                          | Laurence Hunningford           |                      |
| 1985 | A doktor és az ördögök                   | The Doctor and the Devils               | Dr. Murray                     |                      |
| 1985 | Szoba kilátással                         | A Room with a View                      | George Emerson                 | Fekete Zoltán        |
| 1985 | Szoba kilátással                         | A Room with a View                      | George Emerson                 | Zámbori Soma         |
| 1986 | Gótika, avagy a szellem éjszakája        | Gothic                                  | Percy Bysshe Shelley           | Rékasi Károly        |
| 1986 | Gótika, avagy a szellem éjszakája        | Gothic                                  | Percy Bysshe Shelley           | Balázs Zoltán        |
| 1987 | Nagyra törő álmok                        | Siesta                                  | Kit                            |                      |
| 1988 | Rezdülések                               | Vibes                                   | Dr. Harrison Steele            | Rékasi Károly        |
| 1988 | Bármerre jársz                           | Gdzieśkolwiek jest, jeśliś jest...      | Julian Castor                  |                      |
| 1989 | Warlock                                  | Warlock                                 | Warlock                        | Csík Csaba Krisztián |
| 1989 | Tennessee-i éjszakák                     | Tennessee Nights                        | Wolfgang Leighton              |                      |
| 1989 | Manika, aki túl későn született          | Manika, une vie plus tard               | Daniel Mahoney                 | Dörner György        |
| 1990 | Arachnophobia – Pókiszony                | Arachnophobia                           | Dr. James Atherton             | Dunai Tamás          |
| 1990 | Éjszakai nap                             | Il sole anche di notte                  | Sergio Giuramondo              | Rátóti Zoltán        |
| 1991 | Impromptu                                | Impromptu                               | Liszt Ferenc                   | Rátóti Zoltán        |
| 1991 | Impromptu                                | Impromptu                               | Liszt Ferenc                   | Makranczi Zalán      |
| 1991 |                                          | Cattiva                                 | Gustav                         |                      |
| 1991 |                                          | Grand Isle                              | Alcee Arobin                   |                      |
| 1991 | A szerelem tiltott ösvényei              | Husband and Lovers                      | Stefan                         |                      |
| 1991 | Meztelen ebéd                            | Naked Lunch                             | Yves Cloquet                   | Kautzky Armand       |
| 1992 | A vámpír                                 | Tale of a Vampire                       | Alex                           | Csankó Zoltán        |
| 1992 |                                          | The Turn of the Screw                   | Mr. Cooper                     |                      |
| 1993 | Dobozba zárt szerelem                    | Boxing Helena                           | Dr. Nick Cavanaugh             | Schnell Ádám         |
| 1993 | Sátánfajzat – Warlock 2.                 | Warlock: The Armageddon                 | Warlock                        | Alföldi Róbert       |
| 1994 | Magánórák                                | The Browning Version                    | Tom Gilbert                    | Kautzky Armand       |
| 1994 | Mario és a varázsló                      | Mario und der Zauberer                  | Fuhrmann professzor            | Mácsai Pál           |
| 1995 | Las Vegas, végállomás                    | Leaving Las Vegas                       | Jurij                          | Wohlmuth István      |
| 1996 | Soha többé                               | Never Ever                              | Roderick                       |                      |
| 1997 | Egyéjszakás kaland                       | One Night Stand                         | Chris ápoló                    | Kárpáti Levente      |
| 1998 |                                          | Il fantasma dell'opera                  | Erik, a fantom                 |                      |
| 1998 |                                          | Long Time Since                         | Michael James                  |                      |
| 1999 | Az operaház fantomja                     | The Loss of Sexual Innocence            | felnőtt Nic                    | Szőke Zoltán         |
| 2000 | Van kegyelem?                            | Mercy                                   | Dr. Dominick Broussard         | Kassai Károly        |
| 2000 | Timecode                                 | Timecode                                | Quentin                        | Debreczeny Csaba     |
| 2000 | Vatel                                    | Vatel                                   | XIV. Lajos                     | Sörös Sándor         |
| 2000 | A millió dolláros hotel                  | The Million Dollar Hotel                | Terence Scopey                 | Bozsó Péter          |
| 2000 | A millió dolláros hotel                  | The Million Dollar Hotel                | Terence Scopey                 | Lux Ádám             |
| 2000 | Szeress!                                 | Love Me                                 | tengerész                      |                      |
| 2001 | Szálló                                   | Hotel                                   | idegenvezető                   |                      |
| 2002 | A kitaszított                            | The Scoundrel's Wife                    | Dr. Lenz                       |                      |
| 2003 | A medál                                  | The Medallion                           | AJ "Snakehead" Staul           | Oberfrank Pál        |
| 2003 |                                          | Easy Six                                | Packard Schmidt                |                      |
| 2004 | Romasanta – Farkasvadászat               | Romasanta                               | Manuel Blanco Romasanta        | Oberfrank Pál        |
| 2005 |                                          | Her Name Is Carla                       | Bill                           |                      |
| 2006 | Sivatagon át                             | La piste                                | Gary                           | Lux Ádám             |
| 2007 | Ocean’s Thirteen – A játszma folytatódik | Ocean's Thirteen                        | Greco Montgomery               | Haás Vander Péter    |
| 2008 | Csillagkapu: Az igazság ládája           | Stargate: The Ark of Truth              | Doci                           | Németh Gábor         |
| 2008 | Cat City – Ördögi bosszú                 | Cat City                                | Nick Compton                   | Kőszegi Ákos         |
| 2008 |                                          | Heidi 4 Paws                            | Peter a kecskepásztor (hangja) |                      |
| 2009 | Vér és csont                             | Blood and Bone                          | Franklin McVeigh               |                      |
| 2010 |                                          | Golf in the Kingdom                     | Peter McNaughton               |                      |
| 2010 |                                          | Assisting Venus                         | Dominic                        |                      |
| 2011 | A tetovált lány                          | The Girl with the Dragon Tattoo         | fiatal Henrik Vanger           |                      |
| 2012 | Hirokin – Az utolsó szamuráj             | Hirokin                                 | Griffin                        | Király Attila        |
| 2012 |                                          | Suspension of Disbelief                 | Hackett                        |                      |
| 2013 |                                          | All Things to All Men                   | Cutter                         |                      |
| 2013 |                                          | The Last Impresario                     | önmaga                         |                      |
| 2013 | Rendkívüli mesék                         | Extraordinary Tales                     | narrátor (hangja)              |                      |
| 2014 |                                          | Cesar Chavez                            | Victore képviselő              |                      |
| 2014 |                                          | Six Dance Lessons in Six Weeks          | Winslow Cunard                 |                      |
| 2014 |                                          | GHB: To Be or Not to Be                 | Le client                      |                      |
| 2014 |                                          | Me                                      | Sam Citkowitz                  |                      |
| 2016 |                                          | El elegido                              | Kotov                          |                      |
| 2017 | A ferde ház                              | Crooked House                           | Philip Leonides                | Rosta Sándor         |
| 2017 |                                          | Borley Rectory                          | narrátor                       |                      |
| 2018 |                                          | Walk Like a Panther                     | Tony 'Sweet Cheeks' Smith      |                      |
| 2018 |                                          | Trautmann                               | Fred Tilson                    |                      |
| 2018 |                                          | Toy Gun                                 | Antony Jonta nyomozó           |                      |
| 2019 |                                          | The Garden of Evening Mists             | idősebb Frederik Gemmell       |                      |
| 2019 | Festett madár                            | The Painted Bird                        | Garbos                         |                      |
| 2020 |                                          | Yeh Ballet                              | Saul Aaron                     |                      |
| 2020 |                                          | Death Rider in the House of Vampires    | Holiday gróf                   |                      |
| 2020 |                                          | Bobbleheads: The Movie                  | Purrbles (hangja)              |                      |
| 2021 | Áldás                                    | Benediction                             | egészségügyi főtiszt           |                      |
| 2021 | Az immunis                               | The Survivalist                         | Heath Grant                    | Lux Ádám             |
| 2021 |                                          | The Ghosts of Borley Rectory            | Lionel Foyster                 |                      |
| 2022 |                                          | The Ghosts of Monday                    | Bruce                          |                      |
| 2023 |                                          | Seneca – On the Creation of Earthquakes | Rufus                          |                      |
| 2023 |                                          | Double Soul                             | Orlandi                        |                      |
| 2023 |                                          | The Piper                               | Gustafson                      |                      |
| 2023 |                                          | Body Odyssey                            | Kurt                           |                      |
| 2024 |                                          | The Last Breath                         | Levi                           |                      |

### Televízió

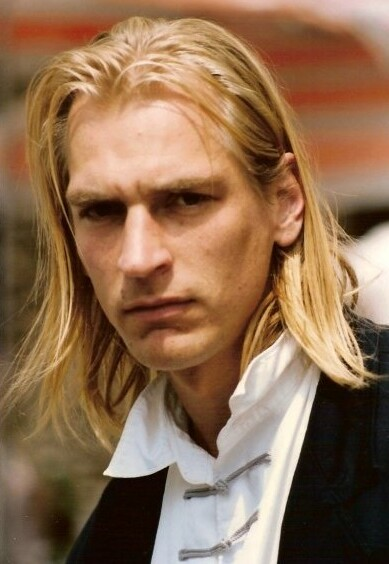
1990-ben

Tévéfilmek
| Év   | Magyar cím                  | Eredeti cím                          | Szerep                       | Magyar hang    |
| ---- | --------------------------- | ------------------------------------ | ---------------------------- | -------------- |
| 1985 | Románc az Orient expresszen | Romance on the Orient Express        | Sandy                        | Pathó István   |
| 1985 |                             | The Holy Experiment                  | Arago kapitány               |                |
| 1986 | Hárem                       | Harem                                | Charles Forest               |                |
| 1987 |                             | Basements                            | Mr. Sands                    |                |
| 1989 | Holdfény és árnyék          | Murder by Moonlight                  | Gregorivitj Kirilenko őrnagy |                |
| 1992 | Őrült a szerelemben         | Crazy in Love                        | Mark Constable               |                |
| 1994 | Boszorkányüldözés           | Witch Hunt                           | Finn Macha                   | Galambos Péter |
| 1995 |                             | End of Summer                        | Basil March tiszteletes      |                |
| 1995 | A nagy elefántkaland        | The Great Elephant Escape            | Clive Potter                 |                |
| 1996 | Holnapember                 | The Tomorrow Man                     | Ken                          | Rosta Sándor   |
| 2004 | A gyűrű átka                | Dark Kingdom: The Dragon King        | Hagen                        | Csernák János  |
| 2005 |                             | Kenneth Tynan: In Praise of Hardcore | Laurence Olivier             |                |
| 2006 |                             | The Haunted Airman                   | Dr. Hal Burns                |                |
| 2009 | A Sherwoodi erdő titka      | Beyond Sherwood Forest               | Malcolm                      | Schnell Ádám   |
| 2014 | Álom és szerelem            | De cœur inconnu                      | Richard Mellor               |                |
| 2015 |                             | We're Doomed! The Dad's Army Story   | John Le Mesurier             |                |

Sorozatok
| Év        | Magyar cím                               | Eredeti cím                         | Szerep                     | Megjegyzések                                                  |
| --------- | ---------------------------------------- | ----------------------------------- | -------------------------- | ------------------------------------------------------------- |
| 1982      |                                          | Play for Today                      | vőlegény                   | 1 epizód                                                      |
| 1983      |                                          | A Married Man                       | Guy Lough                  | minisorozat (3 epizód)                                        |
| 1984      |                                          | The Box of Delights                 | görög katona               | 1 epizód                                                      |
| 1984      | És felkel a Nap                          | The Sun Also Rises                  | Gerald                     | minisorozat (1 epizód)                                        |
| 1995      |                                          | Biker Mice from Mars                | Sir Lancelot               | 2 epizód                                                      |
| 1996      |                                          | Adventures from the Book of Virtues | Henry (hangja)             | 1 epizód                                                      |
| 1996      | Vagány Johnny                            | The Real Adventures of Jonny Quest  | Kreed (hangja)             | 1 epizód                                                      |
| 1996      | Chicago Hope Kórház                      | Chicago Hope                        | Bradford Whittle           | 1 epizód                                                      |
| 2000–2002 | Jackie Chan kalandjai                    | Jackie Chan Adventures              | Valmont (hangja)           | 26 epizód                                                     |
| 2001      | A rózsa vére                             | Rose Red                            | Nick Hardaway              | - minisorozat (3 epizód) - magyar hangja: - Kulka János       |
| 2002      | Napóleon                                 | Napoleon                            | Klemens von Metternich     | - minisorozat (1 epizód) - magyar hangja: - Haás Vander Péter |
| 2002      | Ozzy és Drix                             | Ozzy and Drix                       | Penicillin G (hangja)      | 1 epizód                                                      |
| 2004      | L                                        | The L Word                          | Nick                       | 1 epizód                                                      |
| 2005      | Esküdt ellenségek: Különleges ügyosztály | Law & Order: Special Victims Unit   | Barclay Pallister          | 1 epizód                                                      |
| 2005      | Csillagkapu                              | Stargate SG-1                       | Doci                       | 2 epizód                                                      |
| 2006      | Esküdt ellenségek: Bűnös szándék         | Law & Order: Criminal Intent        | Philip Reinhardt           | 1 epizód                                                      |
| 2006      | 24                                       | 24                                  | Vladimir Bierko            | 5. évad (11 epizód)                                           |
| 2007      | Agatha Christie: Marple                  | Agatha Christie's Marple            | Thomas Royde               | - 1 epizód (Éjféltájt) - magyar hangja: - Vincze Gábor Péter  |
| 2007      | Vámpírakták                              | Blood Ties                          | Javier Mendoza             | 2 epizód                                                      |
| 2007      | Szellemekkel suttogó                     | Ghost Whisperer                     | Ethan Clark                | 2 epizód                                                      |
| 2008      | Rúzs és New York                         | Lipstick Jungle                     | Hector Matrick             | 5 epizód                                                      |
| 2009      |                                          | Bollywood Hero                      | Reg Hunt                   | 3 epizód                                                      |
| 2009–2010 | Smallville                               | Smallville                          | Jor-El                     | 2 epizód                                                      |
| 2010      | Castle                                   | Castle                              | Teddy Farrow               | 1 epizód                                                      |
| 2011      |                                          | Above Suspicion                     | Damian Nolan               | 2 epizód                                                      |
| 2011      |                                          | NTSF:SD:SUV::                       | doktor                     | 1 epizód                                                      |
| 2012      | A célszemély                             | Person of Interest                  | Alistair Wesley            | 1 epizód                                                      |
| 2013      | Dexter                                   | Dexter                              | Miles Castner              | 1 epizód                                                      |
| 2014      | Banshee                                  | Banshee                             | Yulish Rabitov             | 3 epizód                                                      |
| 2014      |                                          | Banshee Origins                     | Yulish Rabitov             | 2 epizód                                                      |
| 2014      | Kalózháború                              | Crossbones                          | William Jagger             | 8 epizód                                                      |
| 2014      |                                          | The Village                         | Lord Kilmartin             | 2 epizód                                                      |
| 2014      |                                          | Crónica de Castas                   | Anthony                    | 1 epizód                                                      |
| 2015      | Gotham                                   | Gotham                              | Dr. Gerald Crane           | 2 epizód                                                      |
| 2017      | A narancs inges férfi                    | Man in an Orange Shirt              | Caspar Nicholson           | - minisorozat (1 epizód) - magyar hangja: - Schnell Ádám      |
| 2017      |                                          | Will                                | Barrett Emerson            | 4 epizód                                                      |
| 2018      | A Mediciek hatalma                       | Medici                              | Piero di Cosimo de' Medici | 2 epizód                                                      |
| 2018      | Feketelista                              | The Blacklist                       | Sutton Ross                | 2 epizód                                                      |
| 2018      | Sherlock és Watson                       | Elementary                          | Jasper Wells               | 1 epizód                                                      |
| 2019      | Mi lenne, ha…?                           | What/If                             | Liam Strom                 | 4 epizód                                                      |
| 2019      | A sötétség titkai                        | Into the Dark                       | Steven                     | - 1 epizód - magyar hangja: - Rosta Sándor                    |

## Fordítás
- Ez a szócikk részben vagy egészben  a   Julian Sands című angol Wikipédia-szócikk fordításán alapul.  Az eredeti cikk szerkesztőit annak laptörténete sorolja fel. Ez a jelzés csupán a megfogalmazás eredetét és a szerzői jogokat jelzi, nem szolgál a cikkben szereplő információk forrásmegjelöléseként.